# Azowska Flotylla Wojskowa
Azowska Flotylla Wojskowa (ros. Азовская военная флотилия) – radziecka flotylla okrętów. 

## Wojna domowa w Rosji[1]

### I formowanie
Formowana od kwietnia 1918 na Morzu Azowski, dla walki z wojskami kontrrewolucyjnymi i niedopuszczenia do wkroczenia wojsk niemieckich na płw. Tamański. Główną bazą flotylli był Jejsk. 8-10 czerwca wysadziła desant w sile ok. 5000 żołnierzy w pobliżu wsi Poljakowka (na zachód od Taganrogu), jednak w dniach 10-12 czerwca większość desantu została wybita przez wojska niemieckie. 12 czerwca trzy okręty flotylli stoczyły bitwę tureckim krążownik i minowcami, zmuszając je do odwrotu i zdobywając trałowiec. Rozwiązania w czerwcu 1918 roku w związku z zajęciem przez wojska przeciwnika wybrzeża Morza Azowskiego.

#### Dowódca
- Josef Giersztejn (kwiecień - czerwiec 1918)

### II formowanie
Po dotarciu do wybrzeża Morza Azowskiego w marca 1920 przez wojska Frontu Południowo-Zachodniego i Kaukaskiego. Niezależnie od siebie na Morzu Azowskim powstały dwa zespoły okrętów marynarki wojennej. W Mariupolu na rozkaz dowódcy Frontu Południowo-Zachodniego pierwsza pod dowództwem Stiepana Markiełowa, druga w Rostowie nad Donem na rozkaz dowódcy Frontu Kaukaskiego. W dniu 28 kwietnia 1920 roku decyzją Rewolucyjnej Rady Wojskowej Republiki - oba te zespoły zostały połączone w Azowską Flotylle Wojenną, choć faktycznie ostateczne połączenie nastąpiło dopiero pod koniec maja 1920 roku. Flotylla został podporządkowana Siłą Morskim Morza Czarnego i Azowskiego, a pod względem operacyjnym Frontowi Południowo-Zachodniemu, potem 13 Armii i Frontowi Kaukaskiemu. Do jej zadań należała ochrona skrzydeł wojska lądowych i obrona wybrzeża Morza Azowskiego oraz dokonywanie desantów na Krym. Jej główną bazą został Mariupol. W skład flotylli w czerwcu 1920 roku znajdowały się: 6 kanonierek, 4 baterii pływających, 4 łodzie patrolowych i 23 statki pomocnicze, a we wrześniu 1920 roku: 7 kanonierek, 5 baterii pływających, 6 łodzi patrolowych, 3 trałowce, 7 kutrów patrolowych i 24 statki pomocnicze. W czasie prowadzonych przez nią operacji przydzielono jej także dywizjon lotniczy (18 samolotów) i Morska Dywizję Ekspedycyjną. 
Flotylla prowadziła działania przeciwko okrętom białogwardyjskim, ułożyła pola minowe na południe od Mariupola (czerwiec - lipiec i sierpień - wrzesień). Stoczyła zwycięskie bitwy: 14 czerwca 1920 koło latarnik morskiej Nieżniebierdjanskiej, 9 lipca koło mierzei Krywyj Kos i 10–14 lipca ostrzeliwał desant wojsk białogwardyjskich Nazarowa, 24–27 sierpnia brał udział w walkach przeciwko desantowi gen. Ułagaja i postawił pola minowe w zalewie Achtarskiem. W nocy 24 sierpnia 1920 roku wysadził desant wojsk radzieckich, które zajęły Primorsko-Achtarskaja. 13 września walczyła na radzie Geniczeska i 15 września odbyła zwycięską bitwę koło półwyspu Obyticzna kosa. 
W czerwcu 1921 roku został rozwiązany, a jej skład i okręty włączono w skład Floty Czarnomorskiej.

#### Dowódcy
- Stiepan Markiełow (marzec - kwiecień 1920)
- Jewgienij Gierniet (kwiecień - sierpień 1920)
- Siergiej Chwieckij (wrzesień - listopad 1920)
- Boris Dandre (grudzień 1920 - kwiecień 1921)
- Iwan Kadackij-Rudniew (kwiecień - czerwiec 1921)

## II wojna światowa

### Pierwsze formowanie
Po raz pierwszy flotylla została sformowana w składzie Floty Czarnomorskiej w sierpniu 1941 na podstawie rozkazu Ludowego Komisarza Mar. Woj. z 22 lipca 1941 celem udzielenia pomocy wojskom Frontu Południowego w działaniach obronnych na kierunkach nadmorskich i zabezpieczenia transportów na Morzu Azowskim. 
W skład flotylli wszedł dywizjon kanonierek (3 okręty), dywizjon dozorowców trałowych (5 okrętów), oddział kutrów dozorowych i kutrów trałowych (8 okrętów) ze zmobilizowanych i przebudowanych statków handlowej floty Morza Czarnego i Azowskiego. Główną bazę zorganizowano w Mariupolu; 8 października 1941 okręty przebazowano do nowej głównej bazy w Primorsko-Achtarsku i w Jejsku.
Na podstawie rozkazu LKMW z 20 sierpnia 1941 w składzie flotylli sformowano do 20 września 1941 Samodzielny Oddział Doński (ros. Отдельный Донской отряд, ОДО) z okrętów przeznaczonych do udzielenia pomocy wojskom Frontu Południowego w rejonie Taganrogu i południowego biegu Donu; pierwotnie w jego skład wszedł dywizjon rzecznych kanonierek (4 łodzie) i dywizjon rzecznych kutrów dozorowych. Okręty bazowały w Azowie i Rostowie nad Donem, prowadząc walkę do końca lipca 1942. 
Zgodnie z rozkazem dowódcy Kierunku Północnokaukaskiego od 3 maja 1942 był sformowany Samodzielny Kubański Oddział Okrętów (ros. Отдельный Кубанский отряд кораблей), w skład którego weszły jednostki przekazane z Oddziału Dońskiego - 2 oddziały zaporowe i 5 kutrów dozorowych. 4 sierpnia w skład oddziału wszedł także monitor, 2 kanonierskie łodzie i 4 uzbrojone kutry. Oddział miał za zadanie prowadzić obronę przeciwminową i zabezpieczenie komunikacji na Kubaniu i Zatoce Achtanizowskiej oraz wspierać wojska 47. Armii na Półwyspie Tamańskim; działania bojowe oddział prowadził do końca sierpnia 1942.
W lipcu 1942 flotylla składała się z monitora, 8 łodzi kanonierskich, 3 dozorowych okrętów trałowych, 7 uzbrojonych kutrów, 7 kutrów torpedowych, 35 kutrów dozorowych, 9 kutrów trałowych, 23 półślizgaczy, 9 baterii artylerii, samodzielnych dywizjonów artylerii i artylerii przeciwlotniczej, 4 batalionów piechoty morskiej, 2 pociągów pancernych, 44 samolotów.
Flotylla wspierała działania 9., 47., 51. i 56. Armii, uczestniczyła w operacji Kerczeńsko-Fieodosijskiej (25 grudnia 1941 — 2 stycznia 1942), w maju 1942 ewakuowała wojska Frontu Krymskiego z Półwyspu Kerczeńskiego, osłaniała przeprawę wojsk 56. Armii przez Don. Piechota morska długi czas odpierała ataki przeciwnika na Półwyspie Tamańskim. 
Flotylla została rozformowana zgodnie z rozkazem dowódcy Floty Czarnomorskiej z 8 września 1942; okręty zostały przekazane do baz morskich w Noworosyjsku i Kerczu. 

#### Dowództwo Flotylli
Dowódcy:
- kpt. I rangi Aleksandr Aleksandrow: lipiec - październik 1941;
- kontradm. Siergiej Gorszkow: październik 1941 - październik 1942.

Komisarze wojskowi:
- komisarz brygadowy A. Roszyn: sierpień - październik 1941;
- komisarz pułkowy/brygadowy S. Prokofiew: październik 1941.

Szefowie sztabu:
- kpt. III rangi/II rangi I. Frolikow: lipiec - październik 1941;
- kpt. II rangi A. Swierdłow: październik 1941 - październik 1942.

### Drugie formowanie
Po raz drugi flotylla została sformowana w lutym 1943 zgodnie z rozkazem LKMW z 3 lutego 1943. Okręty flotylli bazowały w Jejsku (baza główna), Azowie i Primorsko-Achtarsku (baza manewrowa).
W pierwszej dekadzie czerwca 1943 w jej skład wchodził Samodzielny Kubański Oddział Okrętów (3 Dywizjon Kanonierek - 6 jednostek, dywizjon ślizgaczy — 12 jednostek), 12 Dywizjon Kutrów Dozorowych (3 jednostki), 1 Dywizjon Kanonierek (6 jednostek), 13 Dywizjon Kutrów Trałowych (4 jednostki), Oddział Kutrów Torpedowych (4 jednostki).
We flotylli zorganizowano Achtarską Grupę Bojową, w skład której wszedł batalion piechoty morskiej, batalion dywizji strzeleckiej i 4 baterie artylerii przeciwlotniczej.
Flotylli operacyjnie podlegał pułk lotnictwa szturmowego (20 R-10, 12 Ił-2), eskadryla pułku szturmowego (7 Ił-2), eskadryla morskiego lotnictwa zwiadowczego (5 MBR-2).
Skład flotylli ulegał zmianom.
Okręty flotylli brały udział w bitwach morskich, przecinały linie komunikacyjne przeciwnika, wysadzały desanty taktyczne w Taganrogu, Mariupolu, Osipience - razem 7 desantów taktycznych i 1 zwiadowczy. W czasie Desantowej Operacji Kerczeńsko-Eltigieńskiej (31 października — 11 grudnia 1943) okręty desantowały oddziały 56 Armii w północno-wschodnim rejonie Kercza. W styczniu 1944 przeprowadziły 3 desanty taktyczne na wybrzeże Krymu. W czasie Operacji Krymskiej (8 kwietnia — 12 maja 1944) flotylla wspierała natarcie Samodzielnej Nadmorskiej Armii. 
W kwietniu 1944 w oparciu o Flotyllę Azowską powstała Flotylla Dunajska. 

#### Dowództwo Flotylli
Dowódcy:
- kontradm. Siergiej Gorszkow: luty 1943 - styczeń 1944 i luty 1944 - kwiecień 1944;
- kontradm. Gieorgij Chołostiakow: styczeń - luty 1944, cz.p.o.

Komisarze wojskowi:
- kpt. I rangi A. Matuszkin: styczeń - kwiecień 1944.

Szefowie sztabu:
- kpt. II rangi/I rangi (od września 1943) A. Swierdłow: luty 1943 - kwiecień 1944.